# Oxtjärnarna (Vilhelmina socken, Lappland, 720943-149592)
Oxtjärnarna är en sjö i Vilhelmina kommun i Lappland och ingår i Ångermanälvens huvudavrinningsområde. Oxtjärnarna ligger i Njakafjäll Natura 2000-område.